# Harry Lane

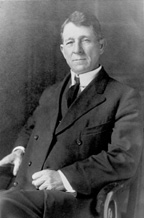
Harry Lane

Harry Lane, född 28 augusti 1855 i Corvallis, Oregonterritoriet, död 23 maj 1917 i San Francisco, Kalifornien, var en amerikansk demokratisk politiker. Han representerade delstaten Oregon i USA:s senat från 1913 fram till sin död. Han var sonson till Joseph Lane som var senator 1859–1861.
Lane studerade medicin vid Willamette University och studerade sedan vidare i New York. Han arbetade som läkare först i San Francisco och sedan i Portland, Oregon. Han var chef (superintendent) för mentalsjukhuset Oregon State Insane Asylum 1887–1891. Han var borgmästare i Portland 1905–1909.
Lane efterträdde 1913 Jonathan Bourne som senator för Oregon. Senator Lane avled 1917 i ämbetet och gravsattes på Lone Fir Cemetery i Portland. Han efterträddes som senator av Charles L. McNary.